# 31442 Stark
31442 Stark è un asteroide della fascia principale. Scoperto nel 1999, presenta un'orbita caratterizzata da un semiasse maggiore pari a 2,4345590 UA e da un'eccentricità di 0,1268185, inclinata di 1,83270° rispetto all'eclittica.